# Список країн за кількістю наявної стрілецької зброї у цивільного населення

Карта цивільної зброї на душу населення по країнах відповідно до "Small Arms Survey 2007"

Далі надано список країн за володінням стрілецькою зброєю цивільним населенням. Список сформовано (якщо не вказано інакше) за середніми значеннями верхньої та нижньої оцінок показників наданих «Оглядом стрілецької зброї 2007» (англ. Small Arms Survey 2007). Оцінки включають як зареєстровану, так і незареєстровану стрілецьку зброю. 
Оскільки багато людей володіють кількома одиницями стрілецької зброї, а багато інших не мають її зовсім, наведені далі числа не відображають процент озброєного стрілецькою зброєю населення. Також, слід зважати на особливості тієї чи іншої країни, такі як:
- заохочення владою володіння вогнепальною зброєю для поточних та колишніх резервістів у Швейцарії;
- та дозвіл конституцією на власність вогнепальної зброї у США.

| №  | Країна            | Одиниць стрілецької зброї на 100 осіб | Рік  | Коментар |
| -- | ----------------- | ------------------------------------- | ---- | -------- |
| 1  | США               | 90,0                                  | 2007 |          |
| 2  | Ємен              | 61,0                                  | 2007 |          |
| 3  | Швейцарія         | 46,0                                  | 2007 |          |
| 4  | Ірак              | 39,0                                  | 2007 |          |
| 5  | Сербія            | 37,5                                  | 2007 |          |
| 6  | Франція           | 32,0                                  | 2007 |          |
| 7  | Фінляндія         | 32,0                                  | 2008 |          |
| 8  | Греція            | 31,8                                  | 2010 |          |
| 9  | Канада            | 31,5                                  | 2007 |          |
| 10 | Швеція            | 31,5                                  | 2007 |          |
| 11 | Австрія           | 31,0                                  | 2007 |          |
| 12 | Німеччина         | 30,0                                  | 2007 |          |
| 13 | Нова Зеландія     | 26,8                                  | 1993 |          |
| 14 | Саудівська Аравія | 26,3                                  | 2007 |          |
| 15 | Ангола            | 20,5                                  | 2007 |          |
| 16 | Таїланд           | 16,0                                  | 2007 |          |
| 17 | Австралія         | 15,5                                  | 2007 |          |
| 18 | Мексика           | 15,0                                  | 2007 |          |
| 19 | ПАР               | 13,1                                  | 2007 |          |
| 20 | Туреччина         | 13,0                                  | 2007 |          |
| 21 | Аргентина         | 12,6                                  | 2007 |          |
| 22 | Італія            | 12,1                                  | 2007 |          |
| 23 | Пакистан          | 12,0                                  | 2007 |          |
| 24 | Іспанія           | 11,0                                  | 2007 |          |
| 25 | Росія             | 9,0                                   | 2007 |          |
| 26 | Україна           | 9,0                                   | 2007 |          |
| 27 | Бразилія          | 8,8                                   | 2007 |          |
| 28 | Колумбія          | 7,2                                   | 2007 |          |
| 29 | Велика Британія   | 5,6                                   | 2007 |          |
| 30 | Іран              | 5,3                                   | 2007 |          |
| 31 | Філіппіни         | 4,7                                   | 2007 |          |
| 32 | Індія             | 4,0                                   | 2007 |          |
| 33 | КНР               | 3,5                                   | 2007 |          |
| 34 | Нігерія           | 1,0                                   | 2007 |          |

## Зовнішні посилання
- Інтерактивна мапа володіння вогнепальною зброєю (англ.)